# Hugo Riemann
Karl Wilhelm Julius Hugo Riemann, född 18 juli 1849, död 1919, var en tysk musikvetare, musikteoretiker, pianist och tonsättare, framför allt känd som funktionsanalysens eller funktionslärans upphovsman.

## Biografi
Riemann föddes den 18 juli 1849 på godset Grossmehlra nära Sondershausen. Han  läste vid universitetet och utbildade sig även i musik vid Leipzigs konservatorium. Han blev filosofie doktor 1873. Efter fem års verksamhet som musiklärare och dirigent i Bielefeld höll han 1878–1880 föreläsningar som privatdocent i musik vid Leipzigs universitet. Därefter följde nio år (1881–1890) som lärare i pianospel och musikteori vid Hamburgs konservatorium och ytterligare fem år (1890–1895) vid Wiesbadens konservatorium, varefter han återvände till Leipzig. Där utnämndes Riemann 1901 till professor i musikvetenskap vid universitetet och 1908 även till föreståndare för det nyinrättade Collegium musicum. Han blev 1899 hedersdoktor i musik vid Edinburghs universitet.

## Publikationer
Riemanns bidrag till harmoniläran, framför allt funktionsläran, utarbetades i ett antal skrifter från 1870-talet och framåt, bland andra:
- Musikalische Syntaxis (1877)
- Handbuch der Harmonielehre (1887)
- Systematische Modulationslehre (1887)
- Katechismus der Harmonielehre (1890)
- Vereinfachte Harmonielehre (1893)

Riemann publicerade sin funktionslära i någorlunda slutgiltig form i Vereinfachte Harmonielehre. Övriga delar av kompositionsläran, som till exempel melodik och kontrapunkt, har han behandlat i bland annat:
- Neue Schule der Melodik (1883)
- Lehrbuch des einfachen, doppelten und imitierenden Kontrapunkts (1888)
- Katechismus der Musik (1888; fjärde upplagan som Allgemeine Musiklehre 1908)
- Grosse Kompositionslehre (utgiven i tre band, 1902–1913)

Riemann blev känd genom sitt, då, allmänt uppskattade musiklexikon (1882, utkom i flera upplagor), som översattes till flera språk. Han skrev dessutom musikartiklarna i Meyers Konversations-Lexikon. Riemann ägnade sig även åt musikhistoria bland annat i:
- Studien zur Geschichte der Notenschrift (1878)
- Opernhandbuch (1884, med supplement 1893)
- Geschichte der Musiktheorie im 9.–19. Jahrhundert (1898)
- Geschichte der Musik seit Beethoven (1901)
- Handbuch der Musikgeschichte (i fem delar, 1901–1913)

Riemann gav även ut ett flertal läroböcker i bland annat musikinstrument, orgel, generalbasspel, orkestrering, partiturspel, sångkomposition, musikdiktat, pianospel, musikhistoria, musikestetik, akustik med mera. Av hans tidskriftsartiklar finns många samlade i Präludien und studien (utgiven i tre band, 1895–1901). Riemann har även varit verksam som tonsättare, med pianoetyder, sonatiner, kammarmusikverk, sånger för en röst och körsånger.

### Fotnoter
1. ↑  Bonniers Musiklexikon, uppslagsord: Funktionslära; Riemann, Hugo. Sohlmans musiklexikon, uppslagsord: Funktionslära.

### Internetkällor
- Riemann, Karl Wilhelm Julius Hugo i Nordisk familjebok (andra upplagan, 1916)